# Talisa Rhea
Talisa Rhea (ur. 7 lipca 1989 w Juneau) – amerykańska koszykarka grająca na pozycji rozgrywającej oraz rzucającej.
Po zaledwie jednym sezonie zawodowym, powróciła do USA. Podjęła dalsze studia na University of Illinois, które ukończyła w 2016 z tytułem - Masters of Sport Management. Jeszcze w tym samym roku został menadżerem do spraw operacji koszykarskich w klubie WNBA - Seattle Storm. 

## Osiągnięcia
Na podstawie, o ile nie zaznaczono inaczej.
NCAA
- Laureatka Academic Excellence Award (2009)
- Zaliczona do:
  - I składu:
  - Pacfic-10 (2010)
  - debiutantek Pacfic-10 (2008)
  - Pacfic-10 All-Academic (2009, 2010)
  - składu All-Pacfic-10 Honorable Mention (2008, 2009)

Indywidualne
- Liderka PLKK w skuteczności rzutów wolnych PLKK (2013)